# フレディ・ドライフ
フレディ・ドライフ（フェルディ・-、Ferdy Druijf、1998年2月12日 - ）は、オランダ・アウトヘースト出身のサッカー選手。SKラピード・ウィーン所属。ポジションはFW。